# Pedro de Rego Barreto da Gama e Castro
Pedro de Rego Barreto da Gama e Castro foi um administrador colonial português que exerceu o cargo de Governador no antigo território português subordinado à Índia Portuguesa de Timor-Leste entre 1731 e 1734, tendo sido antecedido por Pedro de Melo e sucedido por António Moniz de Macedo.